# Palasea melete
Palasea melete är en fjärilsart som beskrevs av Fawcett 1915. Palasea melete ingår i släktet Palasea och familjen tofsspinnare. Inga underarter finns listade i Catalogue of Life.